# Shanghai Sharks
Los Shanghai Sharks (en chino, 上海大鲨鱼; pinyin, Shànghǎi dàshāyú), es un equipo de baloncesto chino con sede en la ciudad de Shanghái, que compite en la Chinese Basketball Association (CBA). Disputa sus partidos en el Luwan Gymnasium, con capacidad para 4.000 espectadores. Por motivos de patrocinio, han sido también conocidos como Shanghai Dongfang Sharks (上海东方), y ahora se les conoce como Shanghai Xiyang Sharks (上海西洋).

## Historia
El club, fundado en 1996, vivió sus mejores años a comienzos del siglo XXI, logrando sendos subcampeonatos de la CBA en 2000 y 2001, y  proclamándose campeón en 2002, en una época en la que contaban con Yao Ming en su plantilla. el club pasó dificultades económicas en 2009, que le podían hacer desaparecer, pero el propio Yao Ming compró el equipo para evitarlo.

## Jugadores destacados
- Yao Ming (1997−2002)
- Luis Scola (2018-2019)